# ダーマ&グレッグ
『ダーマ&グレッグ』（原題: Dharma & Greg）は、アメリカ合衆国のシットコムシリーズである。1997年から2002年にかけて、アメリカABCで放映された。全5シーズン、119話。（日本では、1話が放送されていないため118話）
日本では1999年から2002年にかけて、NHK総合テレビ毎週土曜日の深夜24時30分から『ふたりは最高! ダーマ&グレッグ』という題名でレギュラー放送され、不定期に深夜枠で再放送もされた。2008年より、CSのFOXライフで「ダーマ&グレッグ」の題名で放送された。

## 概要
舞台はサンフランシスコ。片やヒッピーの両親を持ち、東洋哲学を信奉するヨガ講師のダーマ。片や上流階級に生まれ、自らもエリート検事補として辣腕を振るうグレッグ。二人は会ったとたんに一目惚れ。初デートをしたその日のうちに結婚してしまう。
育った環境も価値観も違う二人が、結婚生活で起きる様々な騒動に巻き込まれながらも、愛情にあふれた生活を繰り広げると言うのが主なストーリーである。
主役二人の持つ文化的なギャップやそこに生じる価値観の違いが騒動の原因となり、コメディの中心となっている。製作者でありメインライターでもあるビル・プレイディとチャック・ローリーは2つの価値観のどちらにも肩入れせず、逆に理想を追求するあまり融通の利かなくなってしまった彼らの親世代を皮肉りながら、ギャップを気にすることなく幸福を追求し、愛し合いながらポジティブに人生を謳歌しようとする若い世代の姿を描き出した。
このドラマが作られた当時、『アリー my Love』や『ビバリーヒルズ青春白書』などを筆頭に、社会的に上流の人間（もしくは美男美女、有能なキャリアウーマンなど）がシットコムに多く登場する傾向があった。それを感じた製作者が正反対のキャラクターを意図して作ったのがダーマである（DVDの付属インタビューより）。
こうした番組の姿勢には当初は戸惑いが多かった。また、劇中で描かれていたヒッピーに関しては事実と異なるとして批判もあったが、ポジティブなテーマに満ちた明るく楽しい内容が支持され、アメリカ以外の国でも人気を博した。特にダーマを演じたジェナ・エルフマンは評判を呼び、ロン・ハワードやエドワード・ノートン、ジョー・ダンテなどの曲者監督から熱いラブコールが送られるほどだった。ジェナ以外でも人気医療ドラマ『シカゴ・ホープ』に参加していたトーマス・ギブソンや、彼らの両親を演じたベテランたちによって、作品は安定した質と視聴率をキープしていた。
しかし、2001年に起きた同時多発テロの影響により状況は一変。深刻な社会状況の中では、純粋に楽しさを追求するコメディは不謹慎とみなされる様になり、同年から2002年における低視聴率を原因にシーズンは終了する事となった。同時期にはやはり人気コメディ番組だった『スピン・シティ』や前述の『アリー my Love』も終了している。
日本でも、深夜枠ながらも高い視聴率を獲得した。
放送中からDVD化の要望が上がっていたがなかなか実現しなかった。しかし2006年12月、待望のDVD化が実現し、シーズン1の全23話6枚組のDVD-BOXが発売された。更に翌年の2007年にはシーズン2もDVD-BOXとして発売された。しかし、出演俳優の権利関係を巡って訴訟が起きた為、シーズン3以降のDVD化は未定となっている。

## キャラクター

### レギュラー
ダーマ・フリーダム・フィンケルシュタイン・モンゴメリー（旧姓フィンケルシュタイン）
演 - ジェナ・エルフマン、日本語吹替 - 雨蘭咲木子、大谷育江（子供時代）
グレッグの妻。セクシーでキュートな容姿を持ち、天真爛漫、非常にポジティブで明るい性格の持ち主。物事の価値観にとらわれず、何事に対しても積極的に取り組む。また、誰とでも大らかに接し、仲良くなることができる。何にでも寛容なためか、彼女が持ち込んだ事件が毎回の物語の発端になることが多い。
一目惚れとはいえ夫のグレッグとは深い愛情でつながっており、ライフスタイルが異なる彼の両親ともなんの隔たりなく好意的に付き合っている。セックスに対しても積極的だが、そのことがトラブルを起こすこともしばしば。
ヒッピーの環境で育ち、通学や人形遊びといった普通の子供の経験ができなかったことへ寂しさを感じているため、プロム・パーティーに参加したり、人形やスクールバスに人一倍の愛情を感じることがある。
仕事は、昼は犬の調教師、夜はヨガ講師。ただし犬の調教のシーンはほとんど出てこない。
彼女のファースト・ネームである「ダーマ（Dharma）」は、「達磨（ダルマ）」を語源とし、仏教における「法」すなわち「ブッダの教え」（仏法）を意味する（ヒンドゥー教においては「徳」）。ちなみに、ミドルネームは「フリーダム（freedom）/自由」である。
グレゴリー・クリフォード・“グレッグ”・モンゴメリー
演 - トーマス・ギブソン、日本語吹替 - 森川智之、矢島晶子（子供時代）
ダーマの夫。ダーマとは対照的に品行方正、誠実で折り目正しい男性。少々几帳面すぎることがあり、破天荒なダーマの行動に困惑することもあるが、ダーマのことを心から愛しており、時には驚くほど柔軟で心の広い一面も見せてダーマを受け入れる。
検事局に勤めるエリートのやり手検事だったが、一時期、自身の人生のあり方に疑問を持ち、検事局をやめて放浪の旅に出たこともある。しかしその後、人助けすることに生きがいを見出し、弁護士として再出発する。ロック好きな一面を持ち、ヘヴィメタルバンドに参加したり、ラジオ局を始めた時は、1970年代のロックを中心にした凝った選曲で意外な通ぶりを発揮した。
キャサリン・“キティ”・モンゴメリー
演 - スーザン・サリヴァン、日本語吹替 - 藤田淑子
グレッグの母親。プライドが高く、スノッブな性格。登場人物で唯一、グレッグを略称でない「グレゴリー」と呼ぶ。常に世間体を気にしており、ダーマや息子の行動に振り回されるあまり、取り乱してしまうこともしばしばである。
元々は地方の出身で、親がガソリンスタンドの経営で成功したということもあって、上流階級にある種のコンプレックスを持っている。ダーマや彼女の両親に対してもやや見下したような態度をとるが、その反面、仕事一筋の夫を支えつづけた献身的な一面や、姑との問題に心を悩ませた部分もあり、普段は上流階級の妻として抑圧されているためか、一度羽目を外すと非常に大胆になる。
恋愛小説の執筆に熱心になったり、賭けハスラーにはまったりという憎めない側面を持ち合わせている。また、ダーマとジェーンがキティの自信を取り戻させるために企画した"カツラ"ナイトでは、ダーマやアビーも呆れてしまうくらいメチャクチャな行動に走った。
エドワード・モンゴメリー
演 - ミッチェル・ライアン、日本語吹替 - 小川真司
グレッグの父親。モンゴメリー財閥の当主である。長年の培った経験か、物事には距離をおく慎重な性格である。そのため、強気なキティに対して頭が上がらず、何かと突っかかってくるダーマの父親とは険悪になることも。その一方で、どこかとぼけた人のよい部分があり、ダーマ達が引き起こす騒動にはキティ以上の適応能力をみせる。
現在は引退しているが、元々は凄腕の実業家。ダーマの頼みで低迷する通信販売会社の経営を引き受けたときには見事な手腕で業績を立て直し、社員からも高い信頼を集めるなど、経営者としての才覚は確かなものである。また、普段はキティとの約束でやらないと約束させられているが、理髪師として天性の才能があり、他人がどのような髪型にすべきか的確に言い当てられる。
アビゲイル・キャスリーン・“アビー”・オニール
演 - ミミ・ケネディ、日本語吹替 - 小宮和枝
ダーマの母親。穏やかな心の持ち主で、菜食をつらぬき、動物愛護にも熱心である。スピュリチュアルな部分に造詣が深く、仏教に傾倒していたり、東洋の神秘主義、哲学を信仰している。また、予知夢や霊界との交信を行ったこともある。
パートナーであるラリーのトンチンカンな行動には困惑することもあるものの、基本的には彼の思想（反権力・反暴力主義・反資本主義）の理解者であり続けている。しかし、それとは対照的に、アメリカ西海岸の名門大学UCバークレーで鳥類の脳の研究で学位を取得しているため、生物学の造詣が深いインテリでもある。
ラリーとは正式に結婚していなかったが、ふとしたきっかけで結婚式を挙げ、正式に夫婦となる。また、高齢ながらも第二子の出産も行った。夫とは対照的に社交的で機転のきく性格でもあるが、自身の結婚式や出産後には無意識的な我侭でダーマを困惑させたこともある。
マイロン・ローレンス・“ラリー”・フィンケルシュタイン
演 - アラン・レイキンズ、日本語吹替 - 斎藤志郎
ダーマの父親。アビーのパートナーで、後に結婚。ユダヤ系のアメリカ人。しかし仏教や東洋哲学、自然信仰などに帰依しており、娘のダーマはユダヤ教徒として育てていない。反権力主義者で、世間の様々な出来事に関して理屈ぽく食って掛かる癖があるが、どこかずれた部分がある。ダーマの友人のジェーンには「60年代を卒業していない」と評されている。
マリファナや時にはLSDを常用したせいか、少し前のことですらすぐに忘れてしまう癖がある。また、ありとあらゆる麻薬を試しすぎたため不思議な免疫体質になり、違法薬を含めた薬品全般がそれほど作用しなくなっている。
結婚制度に反抗していたためアビーとは正式な夫婦ではなかったが、後に結婚した。第二子が生まれたのを機に、エドワードの紹介で警備会社に就職した。
小器用な一面を持ち、家具を制作したり、ソングライターとしても活躍していた。また、女装という隠れた趣味もある。
ラリー役を演じたアラン・レイキンズは『L.A.ロー 七人の弁護士』では利潤を追求する偏狭な合理主義者という全く正反対の役を演じていたことでも有名であり、メンサの会員でもある。
ジェーン・ドー
演 - シェイ・ドリーン、日本語吹替 - 沢海陽子
ダーマの親友。ダーマに輪をかけてエキセントリックでアナーキーな性格の持ち主。ダーマが素直で自分に正直、裏表がない健康的な変わり者であるのに対し、辛辣な皮肉を言ったりもするひねくれた変わり者である。時に人のよいダーマを出し抜いて楽しんでいる節があるものの、基本的には仲良し。
クレイジーな行動を頻繁に繰り返し、常識人のグレッグを大いに当惑させる。ダーマと一緒に1950年代のアメリカ妻のコスプレをしたり、ドイツ人観光客のふりをして周囲の人を困らせるなど奇矯な遊びを好んでしたりもする。他にも、サンフランシスコの観光地フィッシャーマンズワーフで観光客にわざと間違った道を教えようとしたり、イギリス訛りの英語をわざと話したり、妊婦のフリをしてジェットコースターに乗ったりして喜んでいる。奇人ばかりを集めてパーティを開いたり、人生を捨ててネコとして生きることを選んだ中年男をペットとして飼っていたりと、交友関係も性格そのままで極めて異常。
その行動と違わず、奇抜なファッション・メイク・髪型を好む。放映中、髪の色が黒から赤・ブロンドへと変化した。常に周囲をねめ回すような座った視線をしており、ほとんど抑揚のないドスのきいた声で会話する。
第2シーズン途中、孤独に耐えられずに一度関係を持ったピートと結婚したが、その後円満離婚した。
第4シーズン終盤にシリーズを降板したが、第5シーズン中1度だけゲスト出演を果たしている。
彼女の「Jane Doe」という名前は、日本語でいうところの“山田花子”に当たる。
ピーター・ジェームズ・“ピート”・キャヴァナー
演 - ジョエル・マーレイ、日本語吹替 - 島田敏
グレッグの同僚。通称ピート。ややとぼけた性格で、グレッグとは対照的に陽気でルーズ。ルーズな性格が影響してか、仕事上でもプライベートでも何かとグレッグの世話になることが多い。グレッグにとっては世話のかかるやっかいな友人。
色欲しか頭に詰まってないのかと疑いたくなるほどの異常な女好き。体を触ったり下着を盗んだりするなど、セクハラな行動を繰り返しては周囲の女性から常に嫌悪と軽蔑の対象になっている。一人暮らしのアパートの部屋は部屋の中心にマッサージチェアがどっかり置かれ、床には食い散らかした冷凍食品の空き箱が散乱しているだけのまったく飾り気のない殺風景な部屋。イスに安楽に腰掛けながら真正面の大画面のテレビで山積みになっているポルノビデオを観賞するという情けない生活ぶりで、「これがピートの人生なのね」とダーマを嘆かせた。ダーマはそのだらけた私生活を改善させようとしたが、どんなお説教をしても思考が卑猥な方向に転がって行くだけであり、世話好きのダーマも呆れかえって匙を投げてしまった。
衝動的にジェーンと結婚してしばらく一緒に生活していたこともあるが、いい加減な結婚だったのですぐに離婚した。グレッグが独立した後、グレッグのフォローが無くなったせいか度重なる失敗で検事局を首になってしまい、結局はグレッグの個人事務所に転がり込んで働くこととなる。実は配管工をしながらロースクールを出た苦労人でもある。

### その他
セリア
演 - リリアン・ハースト、日本語吹替 - 青木和代
モンゴメリー家のメイド。第17話から登場。南米出身で、実は元凄腕のスナイパーとして名を馳せていたとセリアの友人がキティに証言した。
マリーン
演 - イヤードリー・スミス、日本語吹替 - 安達忍
検事局でのグレッグの秘書。連邦政府が雇っている人員であるため極めて無愛想。その上、自分の背が低いことにコンプレックスを持っているせいか異常なほどひねくれた性格で、常に攻撃的で毒舌な言葉を吐きまくりグレッグを散々悩ませた。検事を辞め弁護士事務所を開いた際にグレッグはようやく別れられると安堵するものの、秘書に最適と見込んだダーマが勝手にマリーンを連れて来てしまい、結局引き続きグレッグの下で働くこととなる。初出は第6話『ヨガとギャングとビジネスと (Yoga and Boo Boo)』。
マーシー
演 - ヘレン・グリーンバーグ、日本語吹替 - 井上瑤 / 堀絢子
ダーマの友人の一人。気弱な声をした受付嬢。いつも「すみません」と謝っている。第70話から登場（なお、グリーンバーグは第60話『ゴージャスな秘書 (Drop Dead Gorgeous)』にも別の役で出演している）。
ジョージ・リトルフォックス
演 - フロイド・ウェスターマン、日本語吹替 - 加藤精三
老インディアン。第1シーズンの第7話『大バトル!初めての危機 (Indian Summer)』に登場。彼はこのエピソードで死んでしまうが、彼の幽霊はこの後もしばしばダーマに助言を与えるために登場する（登場回数はのべ4回）。
スティンキー（チューウィー）
ダーマの飼い犬であり、「ナンジオの飼い主」でもある。バルミツバにナンジオをプレゼントされた。折に触れて、ナンジオの面倒をしっかり見る様にダーマに注意される。
ナンジオ（バード）
「スティンキーに飼われる」犬。
- このほかマシ・オカもゲスト出演している（シーズン4最終話）。

## エピソード・リスト
| 話数            | シーズン―エピソード | 原題                                                             | 日本語版タイトル               | ABC初回放映日  | NHK初回放映日  |
| --------------- | ------------------- | ---------------------------------------------------------------- | ------------------------------ | -------------- | -------------- |
| 第1話           | 1-1                 | "Pilot"                                                          | 「ひとめぼれ」                 | 1997年9月24日  | 1999年11月12日 |
| 第2話           | 1-2                 | "And the In-Laws Meet"                                           | 「おや！親！オヤ？」           | 1997年10月1日  | 1999年11月19日 |
| 第3話           | 1-3                 | "Shower the People You Love With Love"                           | 「シャワー騒動」               | 1997年10月8日  | 1999年11月26日 |
| 第4話           | 1-4                 | "And Then There's the Wedding"                                   | 「子供が結婚 親は離婚？」      | 1997年10月15日 | 1999年12月3日  |
| 第5話           | 1-5                 | "The Ex-Files"                                                   | 「ジェラシー撃退法」           | 1997年10月22日 | 1999年12月10日 |
| 第6話           | 1-6                 | "Yoga and Boo, Boo"                                              | 「ヨガとギャングとビジネスと」 | 1997年10月29日 | 1999年12月17日 |
| 第7話           | 1-7                 | "Indian Summer"                                                  | 「大バトル！初めての危機」     | 1997年11月5日  | 2000年1月7日   |
| 第8話           | 1-8                 | "Mr. Montgomery Goes to Washington"                              | 「おハイソ！ダーマ」           | 1997年11月12日 | 2000年1月14日  |
| 第9話           | 1-9                 | "He Ain't Heavy, He's My Father"                                 | 「暴かれたパパの過去」         | 1997年11月19日 | 2000年1月21日  |
| 第10話          | 1-10                | "The First Thanksgiving"                                         | 「来ちゃった!?コウノトリ」     | 1997年11月26日 | 2000年1月28日  |
| 第11話          | 1-11                | "Instant Dharma"                                                 | 「女のたたかい」               | 1997年12月10日 | 2000年2月4日   |
| 第12話          | 1-12                | "Haus Arrest"                                                    | 「理由ある反抗」               | 1997年12月17日 | 2000年2月11日  |
| 第13話          | 1-13                | "Do You Want Fries With That?"                                   | 「転職？手に職？天職！」       | 1998年1月7日   | 2000年2月18日  |
| 第14話          | 1-14                | "Old Yeller"                                                     | 「マイカーはおんぼろバス」     | 1998年1月21日  | 2000年2月25日  |
| 第15話          | 1-15                | "The Second Coming of Leonard"                                   | 「元カレ現わる」               | 1998年2月4日   | 2000年3月3日   |
| 第16話          | 1-16                | "Dharma and Greg's First Romantic Valentine's Day Weekend"       | 「雪のバレンタイン」           | 1998年2月11日  | 2000年3月10日  |
| 第17話          | 1-17                | "The Official Dharma & Greg Episode of the 1998 Winter Olympics" | 「参加に異議あり!?」           | 1998年2月25日  | 2000年3月17日  |
| 第18話          | 1-18                | "Daughter of the Bride of Finkelstein"                           | 「女はソレを我慢できない」     | 1998年3月4日   | 2000年4月1日   |
| 第19話          | 1-19                | "Dharma's Tangled Web"                                           | 「お砂糖は甘くない」           | 1998年3月11日  | 2000年4月8日   |
| 第20話          | 1-20                | "The Cat's Out of the Bag"                                       | 「ネコになった男」             | 1998年4月1日   | 2000年4月15日  |
| 第21話          | 1-21                | "Spring Forward, Fall Down"                                      | 「春一番！ダンスコンテスト」   | 1998年4月28日  | 2000年4月22日  |
| 第22話          | 1-22                | "Much Ado During Nothing"                                        | 「ラブラブゲーム必勝法」       | 1998年5月13日  | 2000年4月29日  |
| 第23話          | 1-23                | "Invasion of the Buddy Snatcher"                                 | 「男はみんなダーマが好き」     | 1998年5月20日  | 2000年5月6日   |
| 第24話          | 2-1                 | "Ringing Up Baby"                                                | 「突然の赤ちゃん」             | 1998年9月23日  | 2000年5月13日  |
| 第25話          | 2-2                 | "It Takes a Village"                                             | 「おかしなおかしな子育て日記」 | 1998年9月30日  | 2000年5月20日  |
| 第26話          | 2-3                 | "Turn Turn Turn"                                                 | 「命名式の夜に…」              | 1998年10月7日  | 2000年5月27日  |
| 第27話          | 2-4                 | "The Paper Hat Anniversary"                                      | 「結婚記念日のハプニング」     | 1998年10月14日 | 2000年6月3日   |
| 第28話          | 2-5                 | "Unarmed and Dangerous"                                          | 「地上最低の友？」             | 1998年10月21日 | 2000年6月10日  |
| 第29話          | 2-6                 | "A Closet Full of Hell"                                          | 「悪霊のすむ家」               | 1998年10月28日 | 2000年6月27日  |
| 第30話          | 2-7                 | "Valet Girl"                                                     | 「早すぎた初体験」             | 1998年11月4日  | 2000年7月8日   |
| 第31話          | 2-8                 | "Like, Dharma's Totally Got a Date"                              | 「年下のカレシ」               | 1998年11月11日 | 2000年7月15日  |
| 第32話          | 2-9                 | "Brought to You in DharmaVision"                                 | 「みんな夢の中」               | 1998年11月18日 | 2000年7月29日  |
| 第33話          | 2-10                | "Yes, We Have No Bananas (or Anything Else for That Matter)"     | 「どっちが優秀？」             | 1998年11月25日 | 2000年8月19日  |
| 第34話          | 2-11                | "The House That Dharma Built"                                    | 「ワルは許さない」             | 1998年12月9日  | 2000年8月26日  |
| 第35話          | 2-12                | "Are You Ready for Some Football?"                               | 「フットボールにはまっちゃう」 | 1998年12月16日 | 2000年9月2日   |
| 第36話          | 2-13                | "Death and Violins"                                              | 「おばあさんのバイオリン」     | 1999年1月6日   | 2000年9月9日   |
| 第37話          | 2-14                | "Dharma and Greg on a Hot Tin Roof"                              | 「ビバ！南部人」               | 1998年1月20日  | 2000年10月7日  |
| 第38話          | 2-15                | "Dharma and the Horse She Rode In On"                            | 「恋におちた馬」               | 1998年2月3日   | 2000年10月14日 |
| 第39話          | 2-16                | "See Dharma Run"                                                 | 「おだまりィ！お役所」         | 1998年2月10日  | 2000年10月21日 |
| 第40話          | 2-17                | "Run, Dharma, Run"                                               | 「ライバルはキャリア」         | 1998年2月17日  | 2000年10月28日 |
| 第41話          | 2-18                | "See Dharma Run Amok"                                            | 「激戦の果てに…」              | 1998年2月24日  | 2000年11月4日  |
| 第42話          | 2-19                | "Everybody Must Get Stones"                                      | 「ふたりは最低!?」             | 1998年3月3日   | 2000年11月11日 |
| 第43話          | 2-20                | "Dharma Drags Edward Out of Retirement"                          | 「あぶないマネーゲーム」       | 1998年3月31日  | 2000年11月18日 |
| 第44話          | 2-21                | "It Never Happened One Night"                                    | 「究極のフードファイト」       | 1998年5月5日   | 2000年11月25日 |
| 第45話          | 2-22                | "Bed, Bath and Beyond"                                           | 「パパは壊し屋？」             | 1998年5月12日  | 2000年12月2日  |
| 第46話          | 2-23                | "A Girl Can Dream, Can't She?"                                   | 「夢うらない」                 | 1998年5月19日  | 2000年12月9日  |
| 第47話          | 2-24                | "The Dating Game"                                                | 「デートゲーム」               | 1998年5月26日  | 2000年12月16日 |
| 第48話          | 3-1                 | "One Flew Over the Lawyer's Desk"                                | 「32歳の旅立ち」               | 1999年9月21日  | 2001年1月13日  |
| 第49話          | 3-2                 | "Welcome to the Hotel Calamari"                                  | 「ホテル・アニマル」           | 1999年9月28日  | 2001年1月20日  |
| 第50話          | 3-3                 | "Dharma's Inferno"                                               | 「キティの悪だくみ」           | 1999年10月5日  | 2001年1月27日  |
| 第51話          | 3-4                 | "Play Lady Play"                                                 | 「バンドクイーン」             | 1999年10月12日 | 2001年2月3日   |
| 第52話          | 3-5                 | "I Did It For You, Kitty"                                        | 「万年準ミス！」               | 1999年10月19日 | 2001年2月10日  |
| 第53話          | 3-6                 | "The Very Grateful Dead"                                         | 「となりの幽霊」               | 1999年10月26日 | 2001年2月17日  |
| 第54話          | 3-7                 | "Fairway to Heaven"                                              | 「目指せ！プロゴルファー」     | 1999年11月2日  | 2001年2月24日  |
| 第55話          | 3-8                 | "Tie-Dying The Knot"                                             | 「30年目のウェディング」       | 1999年11月9日  | 2001年3月3日   |
| 第56話          | 3-9                 | "Law and Disorder"                                               | 「すご腕！女弁護士」           | 1999年11月16日 | 2001年3月10日  |
| 第57話          | 3-10                | "Thanksgiving Until It Hurts"                                    | 「ノー・サンクスギビングデー」 | 1999年11月23日 | 2001年3月17日  |
| 第58話          | 3-11                | "Lawyers, Beer and Money"                                        | 「コマーシャルの女王」         | 1999年11月30日 | 2001年3月24日  |
| 第59話          | 3-12                | "Looking for the Goodbars"                                       | 「友だちがいない？」           | 1999年12月14日 | 2001年4月7日   |
| 第60話          | 3-13                | "Drop Dead Gorgeous"                                             | 「ゴージャスな秘書」           | 2000年1月11日  | 2001年4月14日  |
| 第61話          | 3-14                | "Good Cop, Bad Daughter"                                         | 「2つの誕生日パーティー」      | 2000年1月25日  | 2001年4月21日  |
| 第62話          | 3-15                | "The Trouble with Troubadour"                                    | 「いやしプログラム」           | 2000年2月8日   | 2001年5月5日   |
| 第63話          | 3-16                | "Weekend At Larry's"                                             | 「留守番はこわい」             | 2000年2月15日  | 2001年5月12日  |
| 第64話          | 3-17                | "The Spy Who Said He Loved Me"                                   | 「キャッチボールをやろう」     | 2000年2月22日  | 2001年5月19日  |
| 第65話          | 3-18                | "A Night to Remember"                                            | 「恋の手ほどき」               | 2000年2月29日  | 2001年5月26日  |
| 第66話          | 3-19                | "The Best Laid Plans"                                            | 「最良の夫婦生活」             | 2000年3月14日  | 2001年6月2日   |
| 第67話          | 3-20                | "Talkin' ‘Bout My Regeneration"                                  | 「7年目のざんげ」              | 2000年4月4日   | 2001年6月9日   |
| 第68話          | 3-21                | "Big Daddy"                                                      | 「この子だれの子」             | 2000年4月11日  | 2001年6月23日  |
| 第69話          | 3-22                | "Your Place Or Mine"                                             | 「奥さんのものは僕のもの」     | 2000年5月2日   | 2001年6月30日  |
| 第70話          | 3-23                | "Hell To The Chief"                                              | 「魔女の戦略」                 | 2000年5月9日   | 2001年7月7日   |
| 第71話          | 3-24                | "Be My Baby"                                                     | 「空飛ぶ赤ちゃん」             | 2000年5月16日  | 2001年7月14日  |
| 第72話          | 4-1                 | "Mother and Daughter Reunion"                                    | 「赤ちゃんの育て方」           | 2000年10月10日 | 2001年7月28日  |
| 第73話          | 4-2                 | "Love, Honor, and Ole!"                                          | 「メキシコへ行こう」           | 2000年10月24日 | 2001年8月4日   |
| 第74話          | 4-3                 | "Playing the Field"                                              | 「フィールドの女王」           | 2000年10月31日 | 2001年8月18日  |
| 第75話          | 4-4                 | "Hell No, Greg Can't Go"                                         | 「戦場にいかないで」           | 2000年11月14日 | 2001年8月25日  |
| 第76話          | 4-5                 | "Midwife Crisis"                                                 | 「赤ちゃん誕生」               | 2000年11月21日 | 2001年9月1日   |
| 第77話          | 4-6                 | "Sleepless in San Francisco"                                     | 「子育て騒動」                 | 2000年11月28日 | 2001年9月8日   |
| 第78話          | 4-7                 | "Mad Secretaries and Englishmen"                                 | 「ふたりはピンチ」             | 2000年12月5日  | 2001年9月22日  |
| 第79話          | 4-8                 | "Charma Loves Greb"                                              | 「誕生日はメチャクチャ」       | 2000年12月12日 | 2001年9月29日  |
| 第80話          | 4-9                 | "Boxing Dharma"                                                  | 「キレたら止まらない」         | 2000年12月19日 | 2001年10月6日  |
| 第81話          | 4-10                | "Dutch Treat"                                                    | 「ワリカン夫婦」               | 2001年1月9日   | 2001年10月13日 |
| 第82話          | 4-11                | "The Box"                                                        | 「ミステリーボックス」         | 2001年1月16日  | 2001年10月20日 |
| 第83話          | 4-12                | "Let's Get Fiscal"                                               | 「不幸を招く女」               | 2001年1月30日  | 2001年10月27日 |
| 第84話          | 4-13                | "Educating Dharma (Part I)"                                      | 「素敵な個人教師 Part1」       | 2001年2月6日   | 2001年11月3日  |
| 第85話          | 4-14                | "Educating Dharma (Part II)"                                     | 「素敵な個人教師 Part2」       | 2001年2月13日  | 2001年11月10日 |
| 第86話          | 4-15                | "Dharma Does Dallas"                                             | 「華麗なる一族」               | 2001年2月20日  | 2001年11月17日 |
| 第87話          | 4-16                | "Judy and Greg"                                                  | 「楽しきかなクラス会」         | 2001年3月13日  | 2001年12月8日  |
| 第88話          | 4-17                | "Do the Hustle"                                                  | 「わたしはハスラー」           | 2001年3月27日  | 2001年12月15日 |
| 第89話          | 4-18                | "For Pete's Sake"                                                | 「ダメな弁護士」               | 2001年4月3日   | 2001年12月22日 |
| 第90話          | 4-19                | "Kitty Dearest"                                                  | 「母と子のビッグショー」       | 2001年4月10日  | 2002年1月5日   |
| 第91話          | 4-20                | "The Story of K"                                                 | 「恋愛小説家」                 | 2001年4月24日  | 2002年1月12日  |
| #92             | 4-21                | "Pride and Prejudice"                                            |                                | 2001年5月1日   |                |
| #93（第92話）   | 4-22（4-21）        | "How This Happened"                                              | 「あやしいガーデン」           | 2001年5月8日   | 2002年1月19日  |
| #94（第93話）   | 4-23（4-22）        | "The End of the Innocence (Part I)"                              | 「ふたたび危機が…Part1」       | 2001年5月15日  | 2002年1月26日  |
| #95（第94話）   | 4-24（4-23）        | "The End of the Innocence (Part II)"                             | 「ふたたび危機が…Part2」       | 2001年5月22日  | 2002年2月2日   |
| #96（第95話）   | 5-1                 | "Intensive Caring"                                               | 「ダーマ復活！Part1」          | 2001年9月25日  | 2003年3月1日   |
| #97（第96話）   | 5-2                 | "With a Little Help From My Friend"                              | 「ダーマ復活！Part2」          | 2001年9月25日  | 2003年3月8日   |
| #98（第97話）   | 5-3                 | "Papa Was Almost a Rolling Stone"                                | 「ラジオ・ダーマ」             | 2001年10月2日  | 2003年3月15日  |
| #99（第98話）   | 5-4                 | "Sexual Healing"                                                 | 「愛のシグナル」               | 2001年10月9日  | 2003年3月29日  |
| #100（第99話）  | 5-5                 | "Without Reservations"                                           | 「わたしのB&B」                | 2001年10月16日 | 2003年4月5日   |
| #101（第100話） | 5-6                 | "Try to Remember This Kind of September"                         | 「もてもてラリー」             | 2001年10月23日 | 2003年4月12日  |
| #102（第101話） | 5-7                 | "Used Karma"                                                     | 「赤い車のヒミツ」             | 2001年10月30日 | 2003年4月19日  |
| #103（第102話） | 5-8                 | "Home is Where the Art Is"                                       | 「人生はアート」               | 2001年11月13日 | 2003年4月26日  |
| #104（第103話） | 5-9                 | "Wish We Weren't Here"                                           | 「アンラッキー感謝祭」         | 2001年11月20日 | 2003年5月3日   |
| #105（第104話） | 5-10                | "Dream A Little Dream of Her"                                    | 「ファンタジーガール」         | 2001年11月27日 | 2003年5月10日  |
| #106（第105話） | 5-11                | "A Fish Tale"                                                    | 「男の釣り旅行」               | 2001年12月4日  | 2003年5月17日  |
| #107（第106話） | 5-12                | "Previously on Dharma & Greg"                                    | 「過去への旅」                 | 2001年12月11日 | 2003年5月24日  |
| #108（第107話） | 5-13                | "Protecting the Ego-System"                                      | 「マダムの駆け引き」           | 2002年1月8日   | 2003年5月31日  |
| #109（第108話） | 5-14                | "Near-Death of a Salesman"                                       | 「社長のイス」                 | 2002年3月5日   | 2003年6月7日   |
| #110（第109話） | 5-15                | "It's a Bird, It's a Plane, It's ... My Wife"                    | 「ブロンドトルネード」         | 2002年3月12日  | 2003年6月14日  |
| #111（第110話） | 5-16                | "I Think, Therefore I Am in Trouble"                             | 「美女とカリスマ」             | 2002年3月19日  | 2003年6月21日  |
| #112（第111話） | 5-17                | "She's with the Band"                                            | 「はだかのロックバンド」       | 2002年3月26日  | 2003年7月5日   |
| #113（第112話） | 5-18                | "Mission: Implausible"                                           | 「ビッグドッグ奪回作戦」       | 2002年4月2日   | 2003年7月12日  |
| #114（第113話） | 5-19                | "This Diamond Ring"                                              | 「モンゴメリー家の指輪」       | 2002年4月2日   | 2003年7月19日  |
| #115（第114話） | 5-20                | "The Tooth Is Out There"                                         | 「ラリーの本屋さん」           | 2002年4月9日   | 2003年7月26日  |
| #116（第115話） | 5-21                | "The Parent Trap"                                                | 「結婚の誓い 再び…」           | 2002年4月16日  | 2003年8月2日   |
| #117（第116話） | 5-22                | "Tuesday's Child"                                                | 「かわいい訪問者」             | 2002年4月23日  | 2003年8月9日   |
| #118（第117話） | 5-23                | "The Mamas and the Papas (Part I) [The Finale]"                  | 「愛は永遠に Part1」           | 2002年4月30日  | 2003年8月30日  |
| #119（第118話） | 5-24                | "The Mamas and the Papas (Part II) [The Finale]"                 | 「愛は永遠に Part2」           | 2002年4月30日  | 2003年9月6日   |

## 放送局
- ABC（アメリカ）
- NHK
- FOXライフ（日本、スカパー!ほか）